# Bionic Commando Rearmed 2
Bionic Commando Rearmed 2 – шведская приключенческая компьютерная игра в жанре платформер, разработанная компанией Fatshark для PS3, X360. Издателем игры выступает компания Capcom. Игра анонсирована 20 апреля 2010 года. Релиз состоялся 1 февраля 2011 года на PS3.

## Отзывы
| Сводный рейтинг | Сводный рейтинг | Сводный рейтинг |
| Издание         | Оценка          | Оценка          |
| Издание         | PS3             | Xbox 360        |
| --------------- | --------------- | --------------- |
| GameRankings    | 63,66 %         | 64,21 %         |